# Кротне
Кротне (фр. Crotenay) насеље је и општина у источној Француској у региону Франш-Конте, у департману Јура која припада префектури Лон ле Соније.
По подацима из 2011. године у општини је живело 674 становника, а густина насељености је износила 58,05 становника/km². Општина се простире на површини од 11,61 km². Налази се на средњој надморској висини од 525 метара (максималној 642 m, а минималној 469 m).

## Демографија
| 1962. | 1968. | 1975. | 1982. | 1990. | 1999. | 2011. |
| ----- | ----- | ----- | ----- | ----- | ----- | ----- |
| 350   | 373   | 496   | 582   | 579   | 598   | 674   |

График промене броја становника у току последњих година